# Rozrywanie obrazu

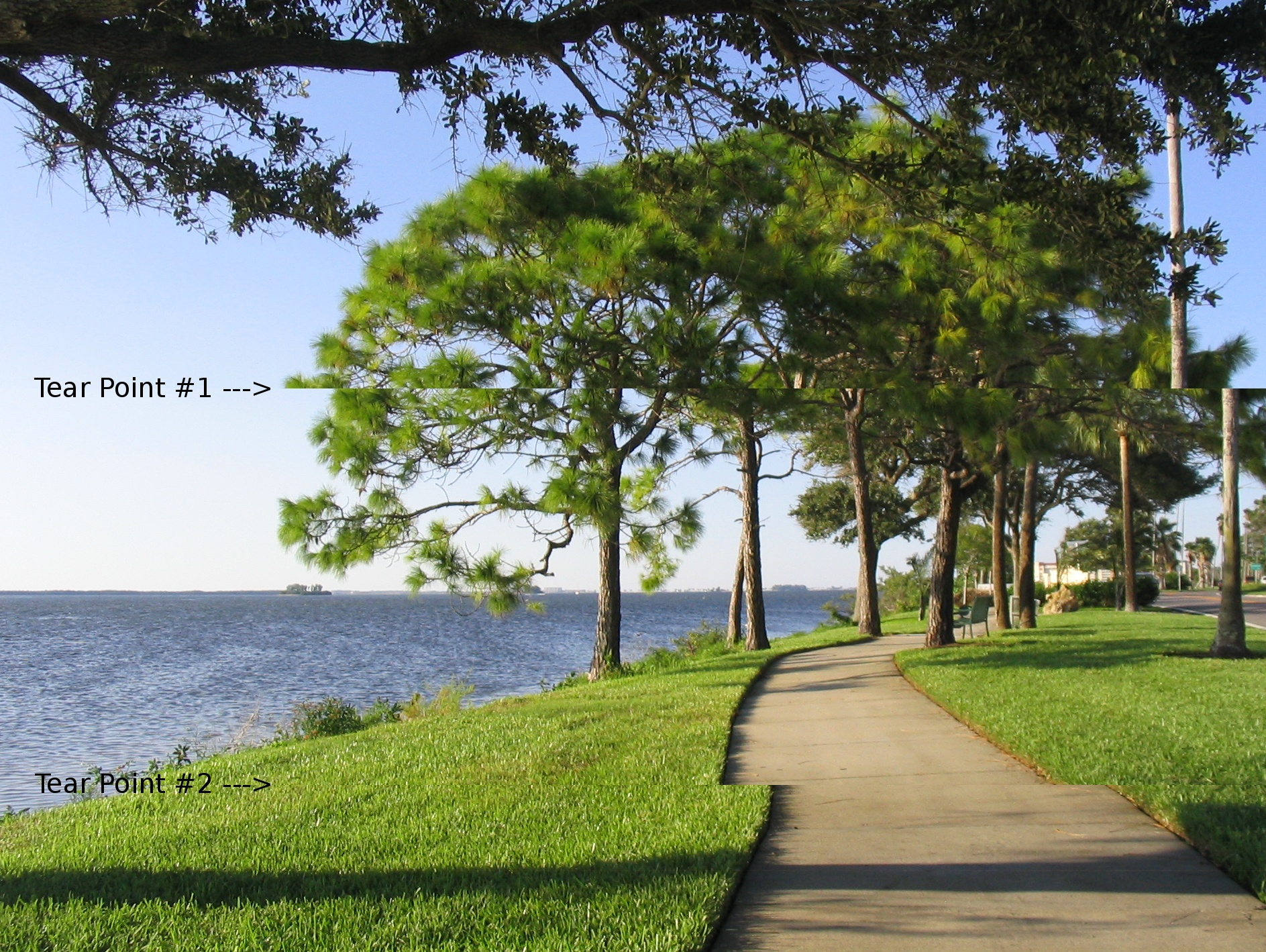
Przykład rozrywania obrazu

Rozrywanie obrazu, rozchodzenie się obrazu (ang. screen tearing) – błąd w wyświetlaniu obrazu polegający na tym, że wyświetlacz jednocześnie pokazuje informacje pochodzące z więcej niż jednej klatki animacji lub filmu.
Efekt ten wynika najczęściej z niedostosowania stałej częstotliwości odświeżania obrazu przez monitor do zmiennej liczby klatek na sekundę generowanych przez kartę graficzną i braku synchronizacji między nimi.
Najprostszą metodą zapobiegającą rozrywaniu obrazu jest zastosowanie V-Sync (synchronizacji pionowej), która synchronizuje liczbę klatek na sekundę animacji bądź filmu z częstotliwością odświeżenia monitora, co sprowadza się praktycznie do wykonywania zmian obrazu tylko w czasie, gdy monitor czeka na odświeżenie zawartości ekranu. Do bardziej zaawansowanych metod należą G-Sync i FreeSync, które wprowadzone zostały w kartach graficznych odpowiednio przez Nvidię i AMD, a które dostosowują częstotliwość odświeżania obrazu na wyświetlaczu z obrazem generowanym przez kartę graficzną, co ma znaczenie szczególnie w przypadku gier komputerowych.